# ダニー・ウィルソン
ダニエル・"ダニー"・ウィルソン （Daniel "Danny" Wilson, 1991年12月27日 - ）は、スコットランド・リヴィングストン出身のサッカー選手。コロラド・ラピッズ所属。ポジションはディフェンダー。

## 経歴
スコットランドのリヴィングストンに生まれ、国内の強豪レンジャーズFCのユースチームとスコットランド世代別代表でプレーしてきた。
レンジャーズのトップチームのメンバーに昇格したのは2009-10シーズン。このシーズンに合わせて15試合に出場し、セットプレーから1得点を記録した。結局このシーズンにレンジャーズはリーグ優勝を果たし、自身も記者選出と選手選出の年間最優秀若手選手賞を受賞した。またUEFAチャンピオンズリーグ出場も果たした。
このような活躍から、シーズンオフには早くも獲得競争が始まった。チャンピオンズリーグに出場するクラブからのオファーもあったようだが、イングランドのリヴァプールFCへの移籍が決まった。契約は3年で、移籍金は200万ポンドで出場試合数によっては500万ポンドまで増額される。リヴァプール往年の名選手アラン・ハンセンになぞらえられている。
2013年1月18日、ハート・オブ・ミドロシアンFCへ期限付き移籍。その後完全移籍となった。2015年にレンジャーズに復帰した。
2018年1月29日、メジャーリーグサッカーのコロラド・ラピッズへ移籍した。

## 代表歴
各世代別代表のスコットランド代表でプレーをする。
2010年11月16日、フェロー諸島代表との親善試合ではA代表初出場を果たし、初ゴールも決めた。

## タイトル
クラブ
レンジャーズFC
- スコティッシュ・プレミアリーグ 2010
- スコティッシュカップ 2009
- スコティッシュリーグカップ 2010
- スコティッシュ・チャンピオンシップ 2015-16

ハート・オブ・ミドロシアンFC
- スコティッシュ・チャンピオンシップ 2014-15

個人
- スコットランドPFA年間最優秀若手選手賞 2010
- スコットランドFWA年間最優秀若手選手賞 2010